# ジョン・キーツ
ジョン・キーツ（John Keats、1795年10月31日 - 1821年2月23日）は、イギリスのロマン主義の詩人でバイロン、シェリーとともに第二世代に属する。結核のため25歳で亡くなるが、出版はその前4年足らずの間の3冊のみであった。生前は冷遇されたが、死後まもなく名声は急速に拡大。
19世紀の終わりまでにはキーツは英文学のキャノンとなり、ラファエル前派の文人たちに大いなる影響を与えた。1888年版の『エンサイクロペディア・ブリタニカ』は彼のオードの一つを「究極的傑作のひとつ」と呼んだ。キーツは、特にその一連のオードで「官能性に満ちた」スタイルを持っていた。ロマン主義者の特徴として、彼は自然のイメジャリーを通して感情の極致を強調した。今日、彼の詩と書簡は英文学の中で最も人気があり、数多く解析されてきており、とりわけ「ナイチンゲールへのオード」 "Ode to a Nightingale", 「ギリシャ壺についてのオード」"Ode on a Grecian Urn", 「眠りと詩」"Sleep and Poetry" そしてソネット「初めてチャップマンのホーマーを読みて」 "On First Looking into Chapman's Homer" がよく読まれている。

## 生涯
ジョン・キーツはロンドンのムアーゲートにて貸し馬車屋を営んでいた父トマスと母フランシス（旧姓ジェニングズ）の長男とし1795年10月31日に生まれる。正確な生誕場所の証拠はほとんどない。誕生日は両親、家族が10月29日としていたが、洗礼記録は31日となっている。ジョンは4人兄弟の長男で、弟が二人、ジョージ (George 1797–1841), トマス (Thomas 1799–1818), そしてファニーと呼ばれた妹フランシス・メアリ (Frances Mary "Fanny" 1803–1889), がいて、ジョージは後にアメリカに移住、トマスは19歳で亡くなり、ファニーはスペイン人の作家と結婚する。もう一人の弟がいたが幼くして亡くなっている。
彼らの父親のトマスは当初馬丁として、妻の父親ジョン・ジェニングズが経営する宿スヲン・アンド・フープの付属の厩舎で働いていたが、結婚後経営に参加して増えつつあった家族を支えた。キーツは自分がこの宿屋で生まれた慎ましい出だと信じていたが、証拠はない。2012年現在、この宿があった場所、ムーアゲイト駅の至近にはグローブ・パブがあった。 キーツはSt Botolph-without-Bishopsgateで洗礼を受け、子供時代は最寄りのデイム・スクールに通った。
その後1803年からキーツ兄弟は母方祖父母の住む近くのEnfield にあったJohn Clark's Enfield Academy に通うようになる。この学校はディセンター系の急進派の伝統のある学校で、キーツは校長の息子で教師のCharles Cowden Clarkらの教育を受けて文学の素養の基礎を作る。Charles Cowden Clarkはキーツが後にロンドンの文学的な社交界に接し、詩人の成長するうえでも大いに助けることとなった。
キーツ兄弟の幼少期は幸せであったが、1804年の9歳の時、父を落馬事故で頭部骨折により亡くなったのが困難の始まりで、まもなく母は再婚し、子供たちは母方祖父母に引き取られ、キーツ兄弟と妹ファニーはロンドン北郊外のエンフィールド(Enfield)近くに住む。
1810年に母も結核で死去。エンフィールド・アカデミーを去ったキーツは、祖母の計らいで外科医の徒弟に出され、1814年まで徒弟奉公を続けた。この頃詩を書き始めるが、1815年に徒弟期間が満了すると、ロンドン市内のガイズ・ホスピタルの医学生兼助手となる。後1816年に薬剤師の資格を取るが、同じ頃にハント兄弟の The Examiner に最初の詩作品の公表をしていて10月にハント・サークルのリー・ハント、画家のベンジャミン・ロバート・ヘイドンやジョン・ハミルトン・レノルズと会い、このサークルの主要メンバーの一人になる。
1817年の春、ジョンはワイト島へ1週間ほどの旅行に出かけた。同年、処女詩集『詩集』（Poems by John Keats）を出版した。1818年、スコットランドを旅行したが、ハムステッドに戻った後ファニー・ブローン（en:Fanny Brawne）と知り合い翌年非公式ながら婚約を交わす。同年これに先立ち、彼はスコットランドに旅立つ前に、巻4千行にも及ぶ寓意叙事詩『エンディミオン』（Endymion）を出版したが、評論誌、雑誌から激しく批判される。気落ちした彼は、Charles Armitage Brownに誘われ旅立ち湖水地方からスコットランドに入りアイルランドにも短期間渡り、スコットランドのハイランド地方に入るとマル島やアイオナ島、フィンガルの洞窟で有名なスタッファ島にも渡ったが、この頃から結核の兆候となる喉の不調が目立つ。ブリテン島最高峰のベン・ネヴィス山頂にも立ったが、喉と体調の不調がひどくなりインヴァネスから船でロンドンに戻った。弟トムはこの後1818年12月1日に母と同じ結核で死去。
この後ジョンはミルトン風無韻詩による哲学的叙情詩『ハイペリオン』（Hyperion）を書き出すが、未完に終わる。これをスタイルを変え改稿し『ハイペリオンの没落』（The Fall of Hyperion）として新たに書き始めたが、こちらも未完に終わる。
1819年には、『秋に寄せて』（To Autumn）、『ギリシャの古壺のオード』（Ode on a Grecian Urn）などの代表的オードが次々と発表された。しかしジョンの病状は好転せず、彼はファニーとの結婚を諦める。更に彼の病いは悪化し、医者の勧めでイギリスの冷たい空気をさけ、イタリアで療養することになった。イタリアでの住まいはローマのスペイン広場の近くであった。友人の手厚い看護を受けながら、ジョンは1821年2月23日、25歳で死去。ローマの新教徒墓地に葬られる。彼の遺言により、墓石には「その名を水に書かれし者ここに眠る（"Here lies one whose name was writ in water"）」と彫られている。

## 著作

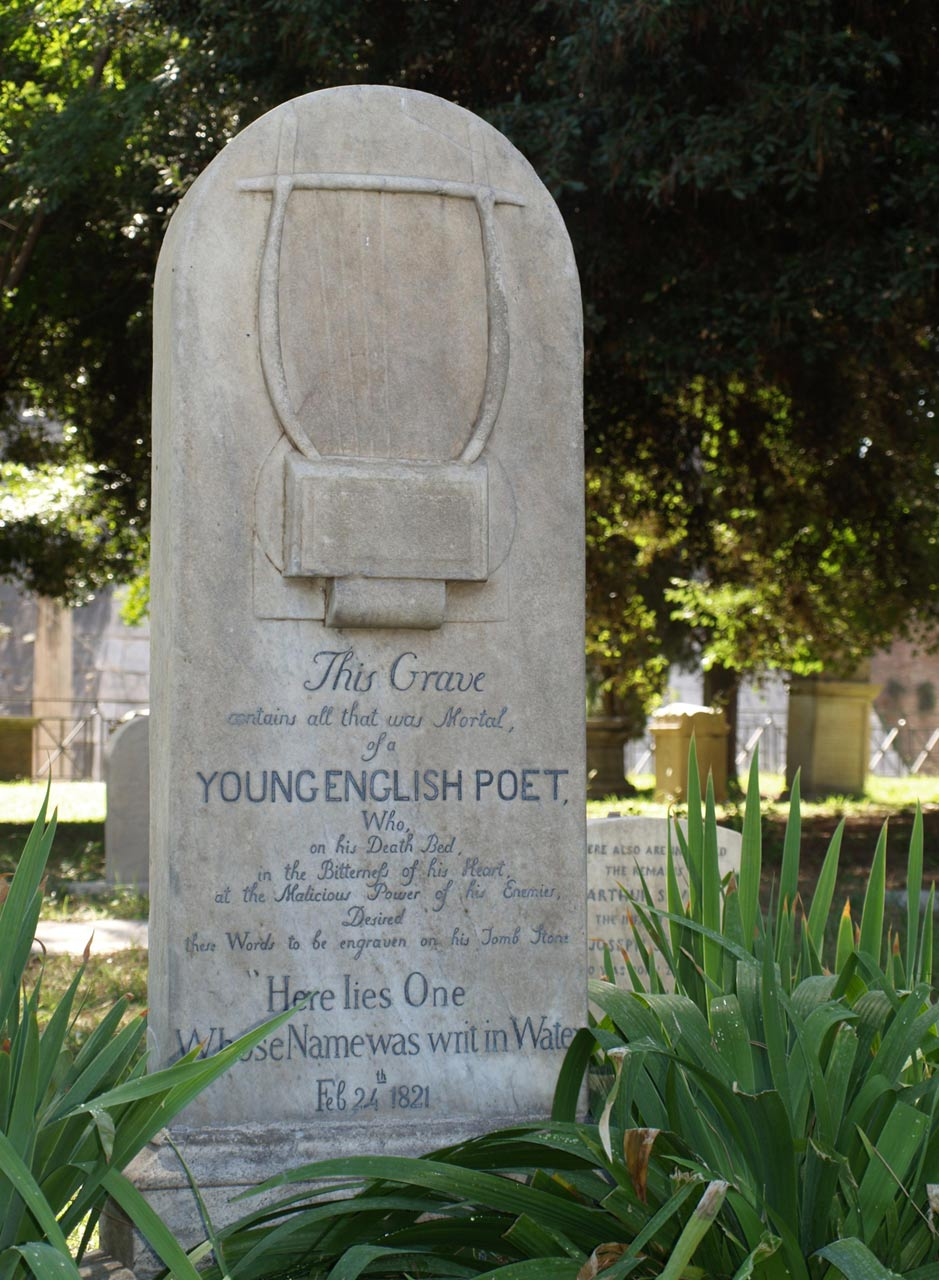
ローマにあるキーツの墓。

- Lamia [2]（レイミア）:1819年作。

この詩はレイミア（ラミアー）の異類婚姻譚。内容はロバート・バートン（en:Robert Burton (scholar)）のThe Anatomy of Melancholy（『憂鬱の解剖学』）の第3部第2節第1条第1題の逸話とジョン・ランプリエールの『ギリシア・ローマ事典』（ジョン・ポッターの『ギリシア古俗』）による。
この詩中Part Ⅱの部分にアイザック・ニュートンのプリズムによるスペクトル発見に代表される科学、哲学の発展が文学の詩情を破壊した、と激しく非難する内容がある。
ちなみに、詩の作中の一節"Unweave a rainbow"（「(学問が)虹をばらばらにする」）は、リチャード・ドーキンスがUnweave the Rainbow（『虹の解体』）と自著の題名にした。ドーキンスは、この本でキーツに代表される文学者の科学に対する否定的見解に反駁して、科学の発展は宇宙に対する"センス・オブ・ワンダー"（驚嘆する精神）を生み、それこそが詩情の源泉となる、と説いている。

## 訳書一覧
- 渡辺正知 訳『キイツ詩集』聚英閣〈泰西詩人叢書〉、1926年。
- 中橋一夫 訳『キーツの手紙』青木書店、1940年。
- 川村泉 訳『感覚より思索へ キーツの手紙』養徳社、1947年。
- 中橋一夫訳『愛について』角川書店、1948年。
- 大和資雄 訳『エンディミオン』岩波文庫、1949年。
- 『キーツ書翰集』梅原義一訳編、弘文堂、1949年。
- 『キーツ書簡集』佐藤清選訳、岩波文庫、1952年。
- 岡地嶺 訳『キーツ詩集』文修堂、1965年。
- 出口泰生訳『キーツ詩集』彌生書房〈世界の詩〉、1966年。
- 『キーツ詩集』田村英之助訳編、思潮社〈古典選書〉、1968年。
- 『蛇女 譚詩 他2篇』今西信弥訳註、大阪教育図書、1968年。
- 松浦暢 訳『キーツの手紙』吾妻書房、1971年。
- 出口保夫 訳『キーツ全詩集』 全3巻・別巻1、白凰社、1974年。
- 出口保夫訳『キーツ詩集』白凰社〈青春の詩集〉、1975年。
- 高島誠 訳『キーツ詩集 新訳』弥生書房〈世界の詩〉、1975年。
- 武田美代子 訳『オットー大帝 悲劇・全五幕』南雲堂、1977年。
- 田村英之助訳『詩人の手紙』冨山房百科文庫、1977年。
- 岡地嶺訳『キーツ詩集』泰文堂、1979年。
- 西山清 訳『エンディミオン 物語詩』鳳書房、2003年。
- 宮崎雄行 編『キーツ詩集 対訳』岩波文庫〈イギリス詩人選〉、2005年。
- 中村健二 訳『キーツ詩集』岩波文庫、2016年。

## 注
1. ↑  Keats, John; Cox, Jeffrey N. (2009). Keats's poetry and prose: authoritative texts criticism. New York: W. W. Norton. ISBN 978-0-393-92491-6
2. ↑   John Keats (英語), Lamia, ウィキソースより閲覧。
3. ↑  南條竹則　『蛇女の伝説』　平凡社新書059　2000年
4. ↑  日本語での解説